# Die Geschichte eines neuen Namens
Die Geschichte eines neuen Namens (Originaltitel: Storia del nuovo cognome) ist der zweite Band der „Neapolitanischen Saga“ von Elena Ferrante, erschienen 2012 im italienischen Original und 2017 in der deutschen Übersetzung durch Karin Krieger.
Der Roman, Teil einer Tetralogie, umfasst die im Untertitel als „Jugendjahre“ bezeichnete Lebensspanne zwischen 16 und 23 zweier Freundinnen aus Neapel, eingebettet in den historischen Kontext der Anfang- und Mittsechzigerjahre des 20. Jahrhunderts.
Mit einem gegenüber dem ersten Band nur unwesentlich erweiterten Personal, rückt er einen Sommerurlaub auf Ischia in den Mittelpunkt, den beide Protagonistinnen – Lila Carracci geb. Cerullo und Elena Greco – gemeinsam verbringen, während ihre Lebenswege vor- und nachher weitgehend getrennt und zunehmend entgegengesetzt verlaufen.

## Inhalt

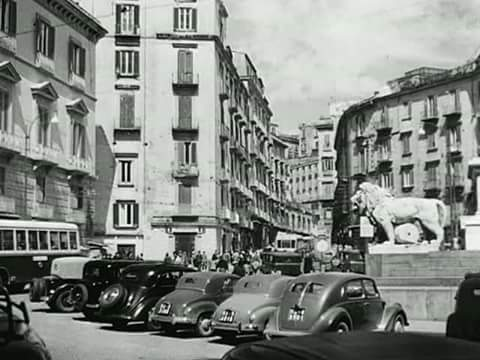
Die Piazza dei Martiri in Neapel: Dort wird das Solara-Schuhgeschäft mit den Cerullo-Modellen 1961 eröffnet.

Der erste Band endet mit Lilas Hochzeitsfeier, der zweite beginnt mit der Hochzeitsnacht, in der nicht nur der Braut, nunmehr „Signora Carracci“, sondern auch ihrer Freundin und Ich-Erzählerin Elena ein erfüllendes „erstes Mal“ verwehrt bleibt. Lila, entrüstet über Stefanos Illoyalität, verweigert sich dem ehelichen Beischlaf, wird aber geschlagen und vergewaltigt. Elena, die bei der Feier die Nähe ihres Jugendschwarms Nino suchte und darüber in Streit mit ihrem Freund Antonio Cappuccio geriet, will mit Lila „mithalten“ und ihre Jungfräulichkeit verlieren, doch Antonio blockt ab; er will die Ehe, keine Liebschaft. Für Lila wird das in der Hochzeitsnacht Erlebte Teil ihres ehelichen Alltags. Sie nimmt dies nicht hin; sichtbarstes Zeichen ihres Widerstands ist die ausbleibende Schwangerschaft. Elena wiederum will am Status quo ihrer Beziehung festhalten; als Antonio sie beendet, verbeißt sie sich noch mehr ins Lernen. Lilas Angebot, dafür ein Zimmer in ihrer Wohnung zu nutzen, erleichtert ihr dies und bringt beide auf einem für sie vertrauten Gebiet wieder näher zueinander. Gemeinsam realisieren sie auch die Umgestaltung eines großformatigen Fotos, das Lila in Brautkleidung zeigt und im neuen Schuhgeschäft im Zentrum Neapels als Blickfang dienen soll. Lila, die als Ehe- und Geschäftsfrau ständig nach für sie erträglichen Kompromissen sucht, ändert es so ab, dass das Produkt – der Schuh, den sie trägt – hervorgehoben, sie selbst aber als Person unkenntlich wird. Am gleichen Tag schließlich, als das Geschäft eröffnet wird – unter dem Namen Solara –, erleidet sie eine Fehlgeburt.

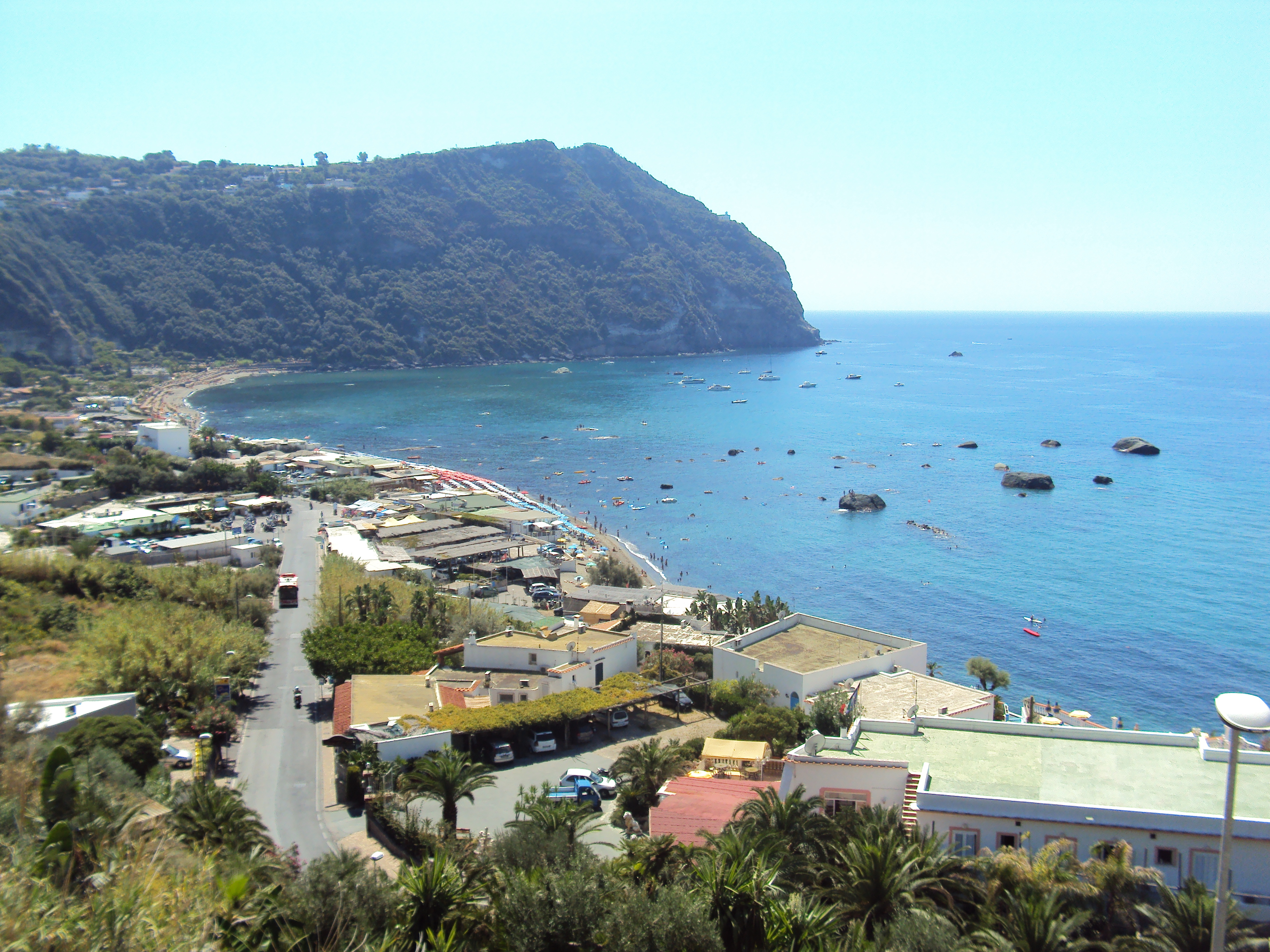
Strand von Citara auf Ischia: Dort treffen sich Lila, Elena und Nino im Sommer 1962.

Ärztlicherseits wird ihr zu einem längeren Sommerurlaub am Meer geraten. Ihre Mutter Nunzia und ihre Schwägerin Pinuccia (selbst bereits schwanger) sollen sie begleiten. Lila setzt durch, dass Elena hinzukommt – und Elena ihrerseits, dass es nach Ischia geht, weiß sie doch, dass auch Nino sich dort aufhalten wird. In der Tat kommt es bald schon zu täglichen Treffs am Strand. Ninos Kommilitone Bruno Soccavo, ein eher schüchterner Wurstfabrikantensohn, gesellt sich in der Regel zu Pinuccia, Nino zu Lila und Elena. Lila, anfangs reserviert, entdeckt ihre Wissbegier neu und beginnt wieder zu lesen, wofür sie sich die Bücher leiht oder einfach nimmt, die Elena als Ferienlektüre mitgebracht hat auf Empfehlung ihrer sie fördernden Gymnasiallehrerin, Professoressa Galiani, die zugleich die Mutter von Ninos Freundin Nadia ist. Anders als die auf Harmonie bedachte Elena sucht Lila den gedanklichen Streit mit Nino, was diesen wiederum reizt und herausfordert. Irgendwann springt zwischen ihnen der Funke über, sie verlieben sich, und beide vertrauen sich Elena an (Lila wohlwissend, was ihre Freundin für Nino fühlt). Elena folgt nicht ihrem natürlichen Impuls, abzufahren. Stattdessen lässt sie sich sogar zur Komplizin machen und schmückt die Lüge, die Lila ihrer Mutter auftischt, um 24 Stunden mit Nino verbringen zu können, selbst noch aus. Die betreffende Nacht spiegelt erneut wichtige parallele Ereignisse im Leben beider Freundinnen: Während Lila zielbewusst erstmals ihre Liebesleidenschaft auslebt, fügt Elena sich in das, was ihr zustößt, und lässt sich von dem Mann deflorieren, der ihr am hartnäckigsten nachstellte und den sie, als Liebhaber, am heftigsten ablehnte – Ninos Vater Donato Sarratore.
Zurück in Neapel, trifft Lila sich ein Jahr lang heimlich mit Nino im neuen Schuhgeschäft, dessen Führung ihr Michele Solara übertragen hat. Sie wird schwanger, verlässt ihren Mann und bezieht mit Nino eine heruntergekommene Wohnung. Nach nur 23 Tagen nimmt er den erstbesten Streit zum Anlass, spurlos zu verschwinden. Freunde Lilas bewegen sie dazu, zu Stefano zurückzukehren; Enzo Scanno verspricht ihr persönlich, er wäre, falls dieser sie schlecht behandle, für sie da. Nach schwerer Geburt bringt Lila einen Sohn zur Welt, Rino. Nunmehr Hausfrau, widmet sie sich ganz der Kindererziehung, bildet sich diesbezüglich, denkt sich selbst Lernspiele aus und fördert außer Rino auch ihren Neffen. Ihre Ehe allerdings, vom ersten Tag an in Schieflage, gerät immer tiefer in die Krise. Stefano ist überfordert: die Ungewissheit über seine Vaterschaft, seine Affäre mit Ada Cappuccio, die (ein Kind von ihm erwartend) Lila verdrängen will, sein Kampf mit den Solara-Brüdern, die ihn als Geschäftsmann zunehmend zur Marionette degradieren – all das setzt ihn so unter Druck, dass er als Choleriker für Frau und Kind zur realen Gefahr wird. Über Elena wendet sich Lila an Enzo, der sein Versprechen einlösend mit ihr und Rino eine kleine Wohnung in einem schäbigen, ihrem Rione ähnlichen Viertel bezieht. Ihren Lebensunterhalt verdient er durch schwere körperliche Arbeit, und bald tut Lila es ihm gleich – in der Wurstfabrik Bruno Soccavos.
In Elena – inzwischen Stipendiatin eines Philologie-Studiums in Pisa – weckt diese Nachricht unangenehme Erinnerungen an den Sommer auf Ischia. Es gelingt ihr aber, das lange Verdrängte, besonders den jetzt als beschämend empfundenen Akt ihrer Entjungferung, in eine für sie befreiende Form zu bringen. In nur 20 Tagen schreibt sie, ihre Erlebnisse fiktionalisierend, einen Roman. Über ihren Verlobten Pietro Airota – einen scheuen, klugen Kommilitonen – und dessen Mutter findet er den Weg in einen Mailänder Verlag, der ihn umgehend veröffentlichen will. Stolz auf das Vollbrachte, ergänzt durch ihren Studienabschluss mit Bestnote, kehrt sie zu Besuch in ihre Heimatstadt zurück. Um zu Lila vorzudringen, muss sie in der Wurstfabrik all ihre Entschlusskraft aufbieten. Lila freut sich; äußerlich gezeichnet, scheint ihre Haltung ungebrochen: Sie unterstützt Enzo, der sich schon seit Jahren auf dem zweiten Bildungsweg nach oben kämpft, abends beim Lernen für sein externes Informatik-Studium. Die blaue Fee – ihre als Kind verfasste Erzählung, die Elena ihr mit der Bemerkung übergibt, sie sei die Keimzelle ihres jetzt entstandenen Romans – wirft Lila ins Feuer. Als sich Elena in einer Mailänder Buchhandlung erstmals ihren Lesern stellt, wird die von ihr befürchtete erste Kritik von einem jungen Mann gekontert – Nino Sarratore.

## Interpretation

### Figuren

#### Hauptfiguren

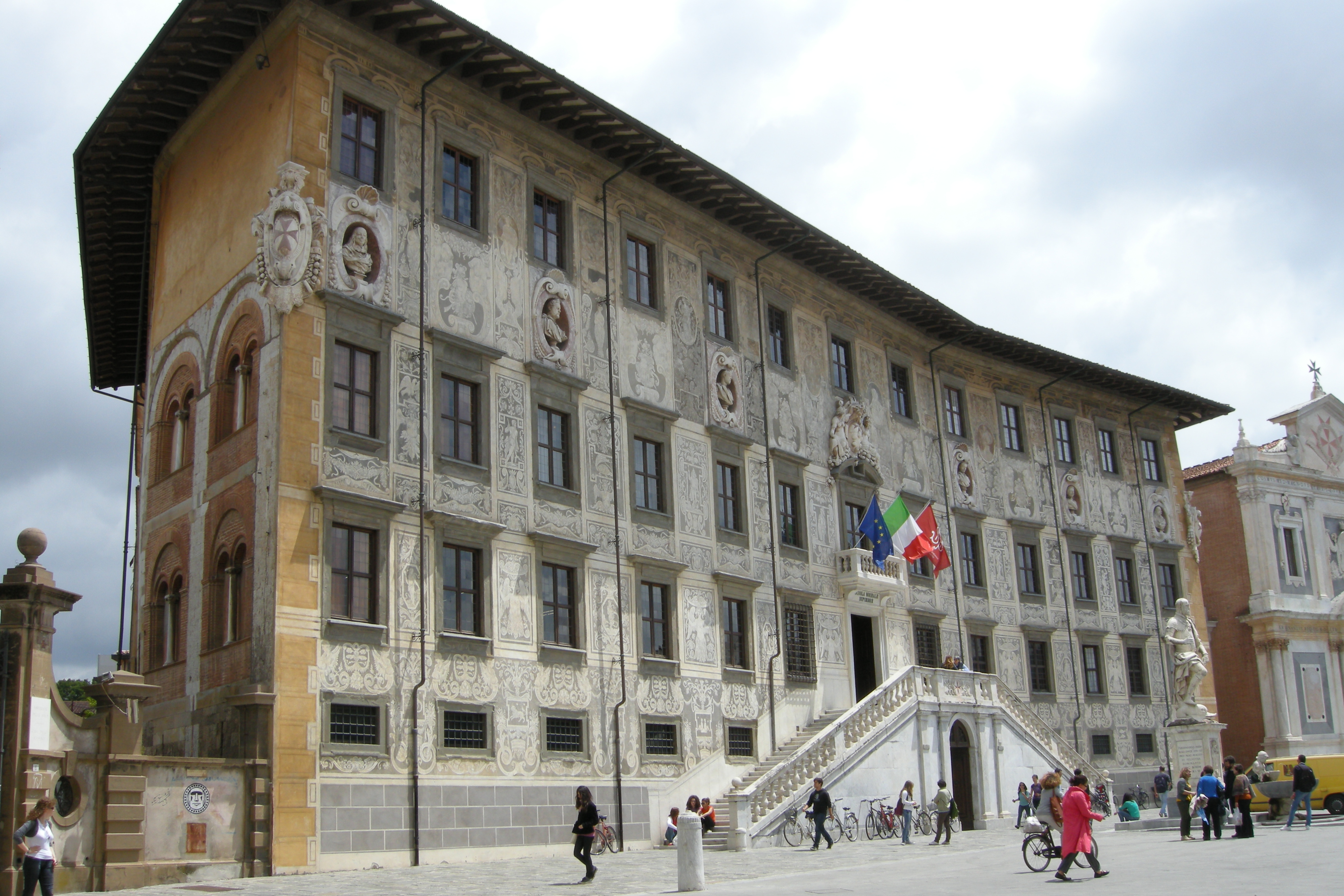
Das Hauptgebäude der Scuola Normale Superiore in Pisa: An dieser Elitehochschule studiert Elena von 1963 bis 1967.

Die im Untertitel als „Jugendzeit“ bezeichnete Lebensphase, die beide Protagonistinnen in der Geschichte eines neuen Namens noch weiter voneinander trennt, wird von der Literaturkritik unterschiedlich beurteilt. Für Lila gilt das noch mehr als für Elena. So wird ihre Haltung als Ehe- und Geschäftsfrau des aufstrebenden Lebensmittelhändlers Stefano Carracci einerseits als „vergebliches Aufbegehren gegen die Enge, Ignoranz, Korruption und Gewalt ihrer Umgebung“, als „verschwendete Jahre“ gedeutet, andererseits aber auch als respektable Kraftprobe, typisch für Lila, die nun ihren „Ehrgeiz ins Materielle“ verlagert (sie maximiert den Profit ihres Mannes und lebt zugleich auf großem Fuß), die als Frau die „Gesetze des Tauschgeschäfts“ dieser von Männern, vornehmlich von Camorristi, dominierten Welt durchschaut und den Versuch macht, „diesen Mechanismus außer Kraft zu setzen und selbst die Regeln festzulegen“.

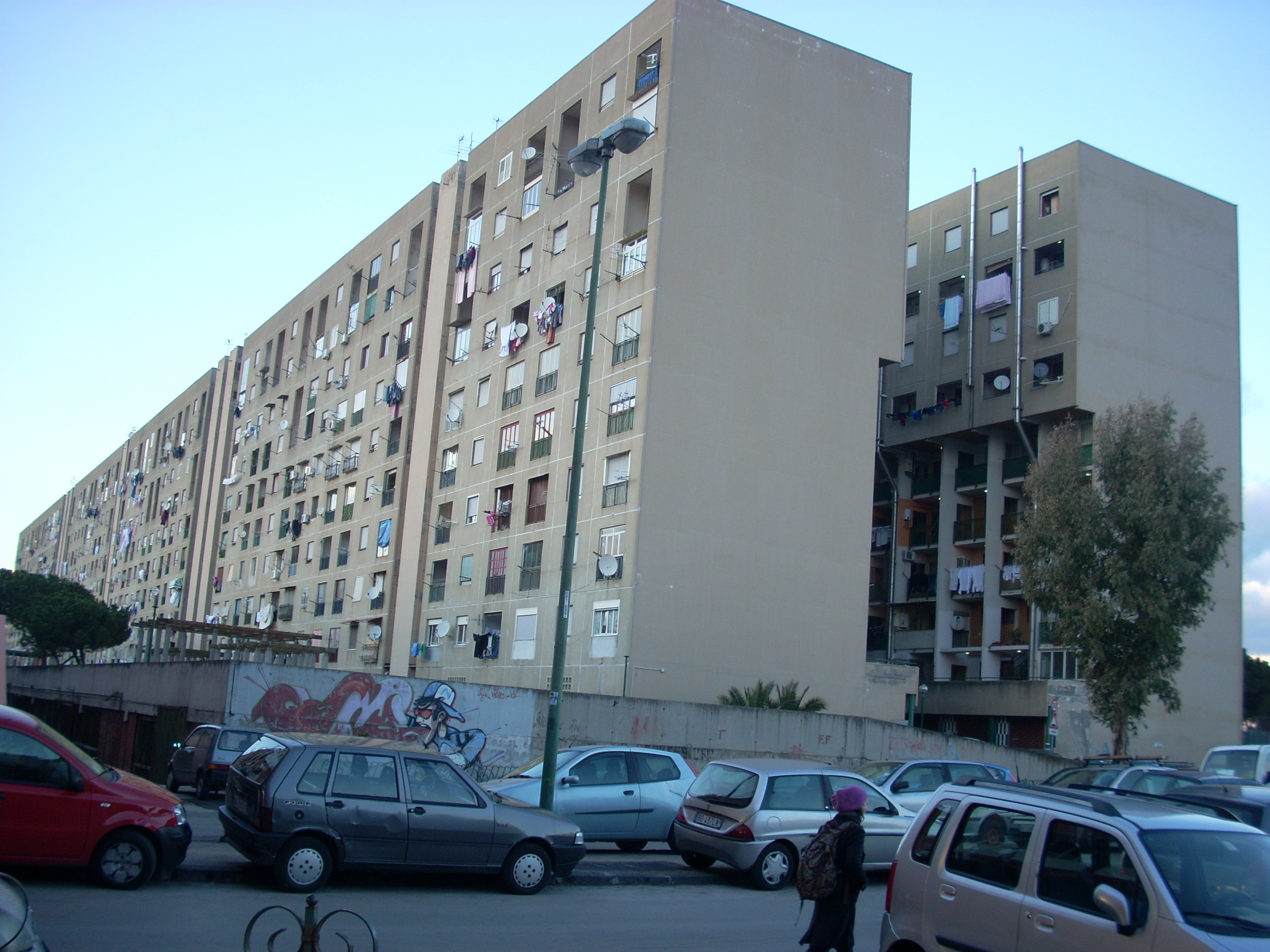
San Giovanni a Teduccio: Der Stadtteil Neapels, in den Enzo und Lila ziehen, wird konkret benannt, anders als ihr Herkunftsviertel Rione.

„In der Schule des Unglücks“ heißt die programmatische Überschrift einer dritten Rezension und bezieht sich ausdrücklich auf beide junge Frauen – auf Lila, die damit geschlagen ist, dass sie, nachdem sie den Falschen geheiratet hat, sich auch noch in den Falschen verliebt, ebenso wie auf Elena, die sich keines ihrer Erfolge sicher sein könne. Eine vierte Kritik kehrt das Prinzip, dass für beide Freundinnen auf „jedes kleine Glück zuverlässig die große Demütigung“ folge, genau um. Die eine, Elena, sei zwar beständig von inneren Selbstzweifeln und Ängsten geplagt, entwickle aber zunehmend nicht nur intellektuelle Qualitäten, sondern auch weibliche Vorzüge, indem sie sich vom „hässlichen Entlein zu einer höchst attraktiven jungen Frau mausert“. Selbst für Lila wird das Positive betont. Milieu und Zeitumstände erlaubten ihr keinerlei Gedanken an eine Scheidung von einem Mann, „den sie trotz der Gewalt, die er ihr antut, nicht einmal hasst, sondern nur noch verachtet“, doch aus dieser „Falle“, in die sie noch vor Erleben ihrer eigentlichen „Jugendzeit“ geraten sei, befreie sie sich „mit einer großen Kraft zum inneren Widerstand […], bis sie ihren Namen zurückgewinnt“.

#### Nebenfiguren
Ferrantes Kunst, lobt einer der Rezensenten, zeige sich unter anderem darin, „Nebenfiguren plötzlich aus dem Schatten treten zu lassen und sie zu großen Gestalten aufzubauen“. Als Beispiel dafür nennt er Enzo Scanno, den „fast stummen Gemüsehändler […], der Lila, als sie ganz unten ist, selbstlos hilft“. Was Enzo dazu bewegt, bleibt, bis hierhin zumindest, weitgehend im Dunkeln. Klar ist aber, dass er sich damit gegen die Camorra stellt, denn Lila ist ein Wirtschaftsfaktor; das Fehlen ihres Talents und Charismas bedeutet finanzielle Verluste. Mit ähnlichen Konsequenzen, und mehr, muss Enzo auch für sich rechnen, weiß doch der neapolitanische Mann, dass er nur dann materiell reüssiert, wenn er sich der Camorra beugt. Enzo nimmt das bewusst in Kauf und kämpft mit offenem Visier, indem er seine und Lilas neue Adresse unaufgefordert preisgibt.
Einige seiner Altersgenossen versuchen Ähnliches; die meisten werden zermürbt. Exemplarisch dafür steht Antonio Cappuccio, der Sohn der „verrückten“ Witwe Melina und Freund Elenas. Als einfacher Automechaniker, der mit ehrlicher Arbeit wenig verdient, lebt er das Gegenmodell zu Camorristi wie den Solara-Brüdern, und das aus Überzeugung. Sein Dilemma beginnt damit, dass er dem Militärdienst entgehen will. Was treibt ihn dazu? Die Angst, Elena zu verlieren, offenbar ebenso wie die Verantwortung, die er als ältester Sohn für das Wohl einer vaterlosen Familie trägt. Letzteres, hofft er, könnte ein Anerkennungsgrund sein, und will sich rückversichern, ob Stefano, ebenfalls Sohn einer Witwe und bereits ausgemustert, davon auch Gebrauch gemacht hat. Statt sich direkt an ihn zu wenden, bittet er Elena, Lila zu fragen, die von Stefanos Schwester Pinuccia die vertrauliche Auskunft erhält, dies sei nur gelungen durch Bestechung und die Fürsprache der Solara-Brüder. Letzteres, das weiß Elena genau, würde Antonio nie wollen. Dennoch bittet sie, um sich selbst in ein besseres Licht zu rücken, Lila um einen Vorstoß in diese Richtung, in der festen Annahme, sie lehne ab. Überraschend sagt Lila zu, denn was sie von Pinuccia erfahren hat, bedeutet in ihren Augen, dass der „Pakt“ ihres Mannes mit den Solaras weiter zurückreicht als bis zu dem Deal mit ihren Schuhen, und befreit sie von jeglicher Loyalität zu ihm. Ihr Auftritt in der Solara-Bar sorgt für Aufsehen und eine eher demütigende, unverbindliche Zusage (nur Elenas wegen werde man etwas versuchen, Antonio habe es nicht verdient). Als dieser von dem eigenmächtigen Schritt erfährt, trennt er sich von Elena. Damit stellt er seine Würde wieder her, aber nur vor sich selbst, nicht vor denen, die nichts wissen über die Hintergründe des Bittgangs, der auch folgenlos bleibt. Antonio wird eingezogen – und vorzeitig entlassen. Der Grund: eine Angststörung, die vermutlich schon vorher bestand. Die Folge davon ist, dass er seine Anstellung verliert und keine neue findet. Nun tritt er selbst einen Bittgang an, und die Solaras reihen ihn – einen gebrochenen Mann – unter die ein, die sich für sie „zur Verfügung“ halten.

### Themen

#### Alltag

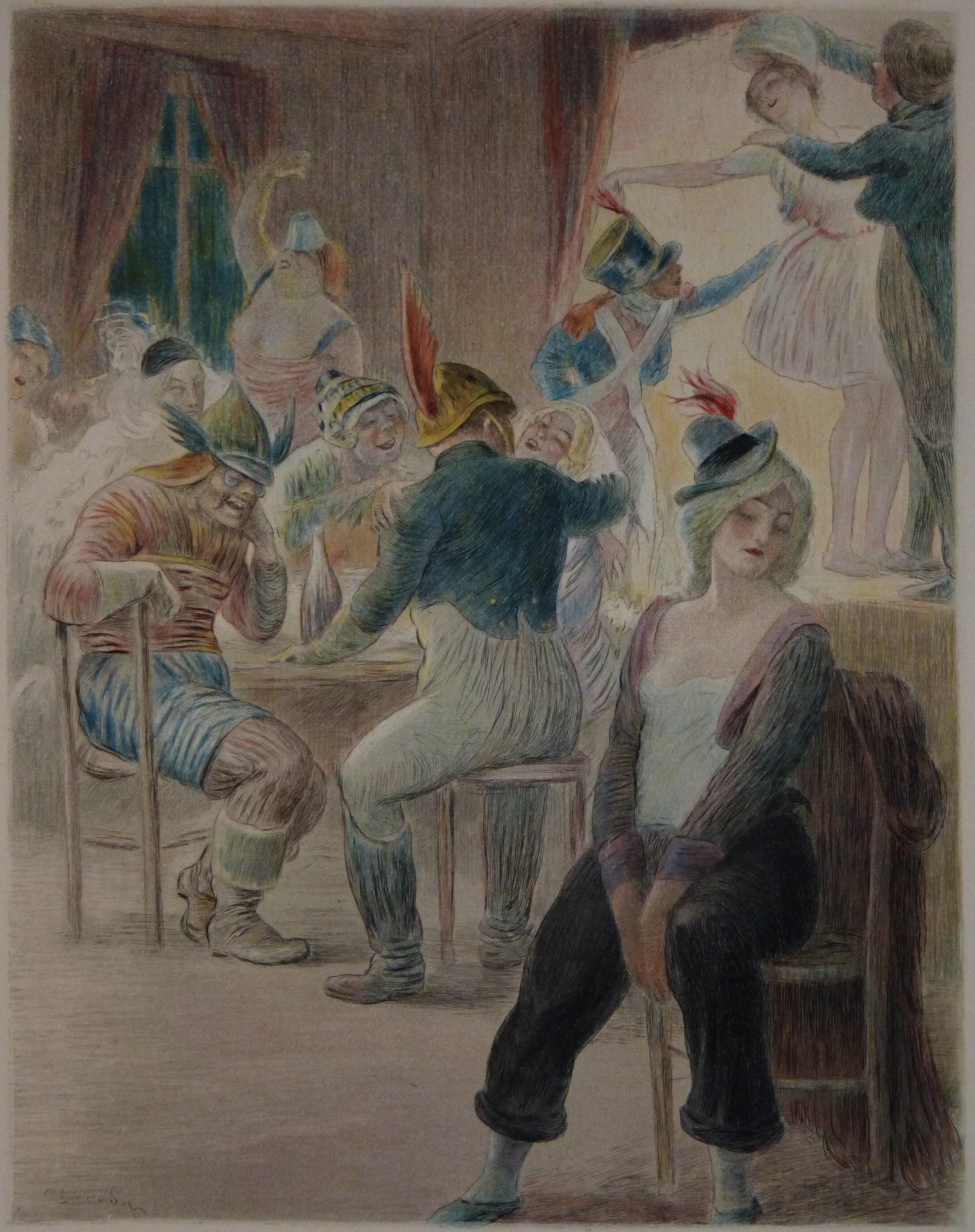
Madame Bovary: Vergleichsfigur für „Signora Carracci“ alias Lila Cerullo

Kapitel 12 beginnt die Ich-Erzählerin Elena so: „Die folgenden Monate waren besonders angefüllt mit kleinen Geschehnissen, die mir sehr zusetzten und die zu ordnen mir heute noch schwerfällt.“ Ihr Auftaktsatz ist bezeichnend für den von 1961 bis '67 reichenden Lebensabschnitt beider Freundinnen, der sie im Alter zwischen 16 und 22 zeigt und der, in „bitterer Ironie“, mit „Jugendjahre“ überschrieben ist. Insbesondere das Jahr, das auf Lilas Heirat folgt und ihrem gemeinsamen Urlaub auf Ischia vorausgeht, ist angefüllt mit vielen solchen „kleinen Geschehnissen“.
Ernst Osterkamp stellt zu Beginn seiner Besprechung der Geschichte eines neuen Namens die schon häufig geäußerte Frage nach der Erfolgsformel von Ferrantes Romanzyklus abermals – und findet eine neue Antwort. Das Freundinnenpaar und dessen Geschichte seien deshalb so fesselnd, so seine These, „weil sie so alltäglich sind“; die Abenteuer seien „Abenteuer des Alltags“; dem Leser werde es ermöglicht, die Konflikte des Lebens „als Alltagskonflikte zu begreifen, wie sie jedem widerfahren können.“ Ursache für Ferrantes Erfolg, so Osterkamp, sei ein Vakuum, in das ihre Romane gestoßen seien: Das Wuchern „imaginärer Welten in den Medien, in der Literatur und nun selbst in der Politik“ habe den menschlichen Alltag „zum unbekanntesten Raum“ gemacht, nach dem der heutige Leser hungere.
Seine These illustrierend, vergleicht Osterkamp Ferrante mit anderen Erfolgsmodellen der jüngeren Gegenwart. In Karl Ove Knausgård beispielsweise sieht er die „männliche Variante“ einer „heroisierenden Episierung des Alltags“, und in dem Rione, worin Lila und Elena aufwachsen, eine neapolitanische Lindenstraße, „wo der Leser anhand einiger auf überschaubarem Raum angesiedelter Familien lernen kann, was es mit dem Leben auf sich hat.“ Noch weiter ausgreifend, entdeckt Osterkamp Ähnlichkeiten zwischen heutigen Entwicklungstendenzen des Erzählens und denen im 19. Jahrhundert. Seinerzeit habe sich, parallel zum Trend ins „Phantastische, Sensationelle, Außerordentliche“, der Aufstieg des realistischen Romans „mit seiner Entdeckung der Problematik der alltäglichen Wirklichkeit“ vollzogen. Als stellvertretende Beispiele, und Komplementärfiguren, nennt er den Grafen von Monte Christo und Madame Bovary. Der Vergleich zwischen Flauberts Heldin und der „Signora Carracci“ aus der Geschichte eines neuen Namens liege deshalb nahe, weil es in beiden Fällen um sehr junge Frauen gehe, „die, um der ökonomischen und moralischen Misere ihrer Herkunft zu entrinnen, den falschen Mann heiraten.“ Summarisch stellt Osterkamp fest, dass Ferrante „mit ihrem Bekenntnis zum existenziellen Ernst des Alltags“ in der Tradition der großen realistischen Romane des 19. Jahrhunderts stehe.

#### Schreiben – Autorschaft – Titel

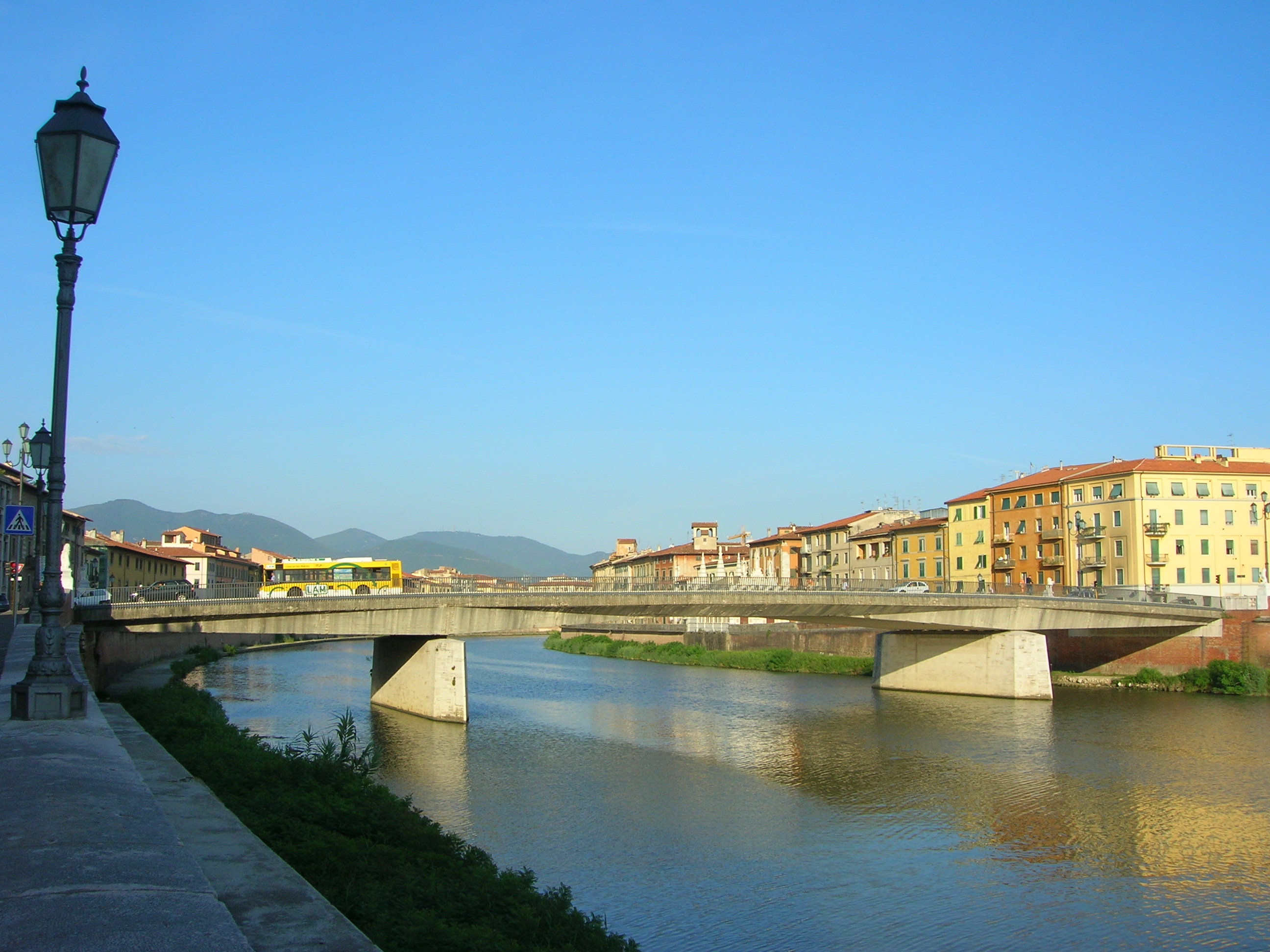
Der Ponte Solferino in Pisa: Von dieser Brücke wirft Elena Lilas Schreibhefte in den Arno.

Schreiben ist beiden Freundinnen, Elena wie Lila, eminent wichtig, ein Lebensbedürfnis. Es ist aber auch das Feld, auf dem sie am schärfsten miteinander konkurrieren und auf dem Elena am schmerzlichsten leidet, wenn sie sich unterlegen fühlt. So auch ihre erste Reaktion, als Lila ihr im Frühjahr 1966 (fünf Jahre nach ihrer Heirat und kurz vor ihrer Trennung) eine acht Schreibhefte enthaltende Blechschachtel mit ihren langjährigen intimen Aufzeichnungen anvertraut, um sie vor dem Zugriff ihres Mannes zu schützen. Elena schwört, sie nicht zu öffnen, und wird ohne Zögern wortbrüchig, sobald sie allein ist. Was sie beim Lesen frappiert und deprimiert, ist die „verführerische Kraft“, die von Lilas Worten ausgeht, ihre „äußerst präzisen Sätze“, die „hartnäckige Selbstdisziplin im Schreiben“, mit der Lila an dieser früh erprobten Passion festgehalten hatte, und am stärksten vielleicht ihre „Natürlichkeit“ – eine Fähigkeit Lilas ähnlich der, die Elena Jahre zuvor erschien als die, zu schreiben, wie man spricht. Nach wochenlanger, wiederholter Lektüre muss sie sich von Lilas Heften – mehr Autobiografie denn Tagebuch – befreien und wirft sie in den Arno. Sie will ihre eigene „Natürlichkeit“ finden. Dass sie noch nicht so weit ist, merkt sie beim Abfassen ihrer Diplomarbeit. Sie schiebt sie beiseite, um Platz zu machen für die Bewältigung ihrer ureigensten Probleme. So schreibt sie ihren ersten Roman. Als dies vollbracht ist, gelingt ihr auch die Diplomarbeit.
Was erfährt man über ihren Roman? Den Titel nicht. Über den Inhalt einige wenige Stichworte (Maronti-Strand, Ischia, Neapel, Rione) – genug immerhin, um Bezüge zum vorliegenden Roman nicht zu übersehen. Ist ihr „Roman im Roman“ die Urfassung des mehr als 40 Jahre später entstandenen? Ist er es selbst? Und schließlich: Ist Elena zweifelsfrei dessen Autorin? Abgesehen von diesen nicht abschließend zu klärenden Fragen, ist es aufschlussreich, dass Elena Ferrante sich in einigen Punkten ganz ähnlich geäußert hat wie ihr Alter Ego Elena Greco. Über den Beginn ihres Schreibprozesses sagt Ferrante beispielsweise, sie brauche dazu „ein kleines Stück von [sich], ein Gefühl, etwas, das [sie] stört“; über dessen Ende, dass „das schreibende Ich verschwindet, wenn es sein Werk getan hat“, und über den Anspruch, den sie an ihr Werk stellt, dass es sich „von der Wahrheit leiten“ lassen solle. Ähnlich lautende Textstellen finden sich auch rund um die Entstehung des Romans, den Elena Greco als Studentin verfasst.
Die Frage nach der Urheberschaft von Elenas Texten ist für Ernst Osterkamp ein Beleg dafür, wie klug, wie „raffiniert“ Ferrante erzählt. – Zweifelsfrei ist ja nur die Autorschaft Lilas: Die blaue Fee, ihr langer Brief an Elena nach Ischia, ihre intimen Aufzeichnungen – sie alle stammen gewiss aus ihrer Feder. Nicht so klar steht es dagegen um die Urheberschaft von Elenas Texten. Ihr unveröffentlicht gebliebener erster Artikel beispielsweise ist eindeutig von Lila beeinflusst, ebenso wie später ein anderer, den Nino unter seinem Namen publiziert. Wie weit Lilas Einfluss in beiden Fällen reicht, lässt sich aus Elenas Beschreibungen in etwa ermessen. Bezüglich ihrer Romane (des Romans im Roman und des vorliegenden Romans selbst) ist ein solches Urteil hingegen nicht möglich. Die Einflussnahme, auf Stil wie auf Inhalt, ist wahrscheinlich, ihr Ausmaß Spekulation. Festzustellen ist allerdings: Bevor Elena ihren ersten Roman schreibt, setzt sie sich wochenlang intensiv mit Lilas ausführlicher Lebensbeschreibung auseinander. Obwohl die Wirkung auf sie, wie üblich, eine Mischung aus Faszination und Frustration ist (Frustration über die eigene Unzulänglichkeit), geht ihre Annäherung an Lila so weit, dass sie alle acht Hefte, bevor sie sie wegwirft, auswendig lernt! In Anbetracht dessen lässt sich Elenas Urheberschaft für keinen der beiden Romane mit Sicherheit bezeugen, weder für ihren Erstling, den sie in Pisa, noch für Die Geschichte eines neuen Namens, den sie in Turin schreibt. Hinzu kommt noch: Beweisstücke für eine mögliche Autorschaft Lilas sind für immer verschwunden – das eine im Wasser, das andere im Feuer. Osterkamp resümiert: „Im Verlauf der beiden Bände […] werden durch das komplexe Ineinander der Biografien von Lila und Lenù alle traditionellen Autorschaftskonzepte so raffiniert außer Kraft gesetzt, dass völlig offen bleibt, ob nicht in Wahrheit Lila die Autorin von Lenùs Roman und die Urheberin von Lenùs Stil ist.“
Nicht nur die Autorschaft ist uneindeutig, der Titel ist es ebenfalls. Ganz ähnlich wie in Band 1, geht man auch hier lange Zeit wie selbstverständlich davon aus, Die Geschichte eines neuen Namens beziehe sich auf die zur „Signora Carracci“ mutierte Lila, ihre konfliktreiche Ehehistorie und ihren mühsamen Kampf um Rückgewinnung ihres früheren Namens, verbunden freilich mit dem sozialen Abstieg. Doch kurz vor Schluss geschieht wieder die überraschende Verschiebung des Fokus auf Elena: Was sie sich schon am Ende von Band 1 von ihrem Artikel erhoffte – etwas Bleibendes zu schaffen, ihren Namen schwarz auf weiß lesen zu können –, erfüllt sich nun, mit ihrem Romandebüt, noch eindrücklicher und nachhaltiger: „In wenigen Monaten würde es bedrucktes Papier geben […], und auf dem Umschlag dann mein Name, Elena Greco, ich, die Bruchstelle einer langen Kette von Analphabeten und Ungebildeten, ein dunkler Name, der sich mit Licht aufladen würde, für alle Ewigkeit.“

## Form

### Erzählweise
Auch der zweite Teil der „Neapolitanischen Saga“ beginnt mit einem zeitlichen Vorgriff – Lila vertraut Elena ihre Schreibhefte an – und spannt so einen Erzählbogen, der über 5 Jahre beziehungsweise 530 Seiten reicht. Seine Hauptfunktion besteht darin, das zu beglaubigen, was Lila widerfahren ist ohne Beisein ihrer Freundin und Ich-Erzählerin. Alles Übrige begründet Elena dem Leser zum Beispiel so: „Was ich nun erzähle, habe ich zu verschiedenen Zeiten von verschiedenen Leuten erfahren.“ Das Geschehen vor und nach diesem Ereignis erzählt sie im Wesentlichen chronologisch; auch bricht sie die Illusion, die sie für den Leser aufbaut, nur selten durch ein ergänzendes Urteil aus der Erzählgegenwart („Heute glaube ich [...]“). Kurze Kapitel mit zahlreichen Cliffhangern, knappe Dialoge und verblüffende Kehrtwendungen halten das Erzähltempo hoch. Ernst Osterkamp lobt, all diese überraschenden Wendungen seien gut motiviert, führt seinerseits die Spannung des Romans auf dessen „psychologische Dichte“ zurück, schränkt allerdings ein, dass Ferrante zu oft ihrer Neigung nachgebe, „statt die Szenen für sich selbst sprechen zu lassen, die psychologischen Deutungen nachzuliefern“.
Franz Haas schätzt die Vielschichtigkeit des Romans – ein Vorzug, der ganz unterschiedliche Rezeptionsansprüche bediene. So könne der „simplere“ Leser sich am „souverän filigranen Erzählgewimmel aus Intrigen und Herzflimmern, Freundschafts- und Liebesverrat“ erfreuen, während „eingeweihte“ Leser „gelehrte Anspielungen auf italienische Literatur, Kultur- und Zeitgeschichte“ entdeckten. Der Akt beispielsweise, mit dem Elena Lilas Lebenserinnerungen vernichtet, wird absichtsvoll mit dem November 1966 und dem Arno verknüpft: Zu dem Zeitpunkt wurde Italien, und ganz besonders Florenz, von einer Jahrhundertflut heimgesucht, die auch unersetzbare Kunstwerke und Dokumente mit hinwegschwemmte; die „Spülung im Arno“ (ital.: risciacquatura in Arno) wiederum ist eine stehende Wendung im Italienischen, die zurückgeht auf Alessandro Manzoni, den Erneuerer der Romanliteratur, der erst durch seinen Aufenthalt im toskanischen Florenz und sein „Bad“ in einer überregionalen, zeitgemäßen Sprache die endgültige Form fand für seinen Klassiker Die Brautleute.

### Sprache
Was Maike Albath mit kritischem Unterton vermerkt – die sprachliche Gestaltung der Geschichte eines neuen Namens falle „eher schlicht“ aus –, erklärt Karin Krieger, Ferrantes Übersetzerin ins Deutsche, als „nicht manipulative, angenehm ruhige, klare und durchdachte“ Sprache, als „sehr zurückgenommenen, kontrollierten“ Stil und grundsätzliche „Nüchternheit in der Form“– eine Haltung, die sie in Zusammenhang bringt mit dem fortgeschrittenen Alter der Ich-Erzählerin Elena, die ihr selbst viel Disziplin bei der Übersetzungsarbeit abverlange und die sie zugleich hoch schätze.
Vergleichsweise leicht gefallen ist Krieger die Übertragung der Sprache, die die Protagonistinnen sprechen – vor allem deshalb, weil Ferrante Dialekt oder gar Slang meidet. Zwar erwähnt die Autorin an bestimmten Stellen, welche Sprachvarietät gebraucht wird, formt den „aggressiven, vulgären“ neapolitanischen Dialekt aber nur höchst selten aus. Der Grund, so Krieger, sei wiederum der, dass er ihrem Streben nach „Nüchternheit“ entgegenstehe.

### Einordnung
Die Frage, in welcher Erzähltradition Ferrante mit ihrer „Neapolitanischen Saga“ steht, beantwortet die Literaturkritik in weitgehender Übereinstimmung mit der Zuordnung zum Realismus, die nur in den begleitenden Attributen voneinander abweicht: von „süffig“ oder „gediegen, farbenfroh und derb“ über „tapfer“ bis zu „schmucklos“. Einige ähnlich ausfallende Begründungen grenzen den Roman zugleich von der Trivialliteratur ab, wie zum Beispiel die, dass es bei Ferrante weder „Schwarz-Weiß-Malerei“ noch „moralisierende Korsetts“ gebe (Krieger) und dass ihre Figuren „nicht einfach nur gut oder nur böse sind, sondern beides, also Menschen“ (Osterkamp).
Gleichwohl lobt Osterkamp Ferrante dafür, wie es ihr gelinge, am Schluss von Band 1 „ein Muster des Trivialromans (die große Hochzeit als Ausklang) so zu variieren“, dass der Leser – durch einen kurzen Blick auf ein Paar Schuhe – mit einem Schlag in einen Desillusionierungsroman versetzt werde. Das Band 2 vorangestellte ausführliche Personenverzeichnis, verbunden mit knappen Erläuterungen zum bisherigen Geschehen, greift ironisch ein Strukturmerkmal des besonders in Italien populären Fotoromans auf und, weiter zurückgehend, des Fortsetzungsromans aus dem 19. Jahrhundert. Als „Mischung aus Ehe- und Gesellschaftsroman“ liest Maike Albath Die Geschichte eines neuen Namens insgesamt. Beide bisher erschienenen Bände als Ganzes werden am häufigsten den verwandten Genres Bildungs-, Entwicklungs- oder Coming-of-age-Roman zugeordnet.

### Textausgaben
- Elena Ferrante: Storia del nuovo cognome : l'amica geniale : volume secondo : giovinezza. Edizioni e/o, Rom 2012, ISBN 978-8866320326.
- Elena Ferrante: Die Geschichte eines neuen Namens, Übersetzung: Karin Krieger, Suhrkamp Verlag, Berlin 2017, ISBN 978-3-518-42574-9.

### Sekundärliteratur
- Grace Russo Bullaro; Stephanie V. Love (Hrsg.): The Works of Elena Ferrante : Reconfiguring the Margins. Palgrave Macmillan, New York, NY 2016, ISBN 978-1-137-59062-6.